# 9e arrondissement de Paris

Blason du 9e arrondissement de Paris.

Logo du 9e arrondissement de Paris.

Le 9e arrondissement de Paris est un des vingt arrondissements de Paris, situé sur la rive droite de la Seine. Avec une superficie de 217,5 hectares, c'est le sixième plus petit arrondissement de Paris, et, avec 59 408 habitants en 2015, le onzième plus peuplé. Aux termes de l'article R. 2512-1 du Code général des collectivités territoriales (partie réglementaire), il porte également le nom d'« arrondissement de l'Opéra », mais cette appellation est rarement employée dans la vie courante.
L'offre culturelle y est très développée avec l'opéra Garnier, la place de l'Opéra, les théâtres et les cinémas des Grands Boulevards. Par ailleurs, l'hôtel des ventes Drouot attire de nombreux visiteurs, comme le musée de la vie romantique de la rue Chaptal, le musée Gustave-Moreau situé rue Catherine-de-La-Rochefoucauld, le musée Grévin du boulevard Montmartre ou encore le musée de la Franc-Maçonnerie, situé rue Cadet. L'arrondissement est particulièrement bien desservi en transports en commun, puisqu'il comprend 19 stations de métros situées à l'intérieur ou en limite de son territoire.

## Origine du nom
L'arrondissement, établi en 1859, doit son nom à l'opéra Le Peletier (inauguré en 1821 et détruit dans un incendie en 1873) et non à l'opéra Garnier (inauguré en 1875).

## Géographie

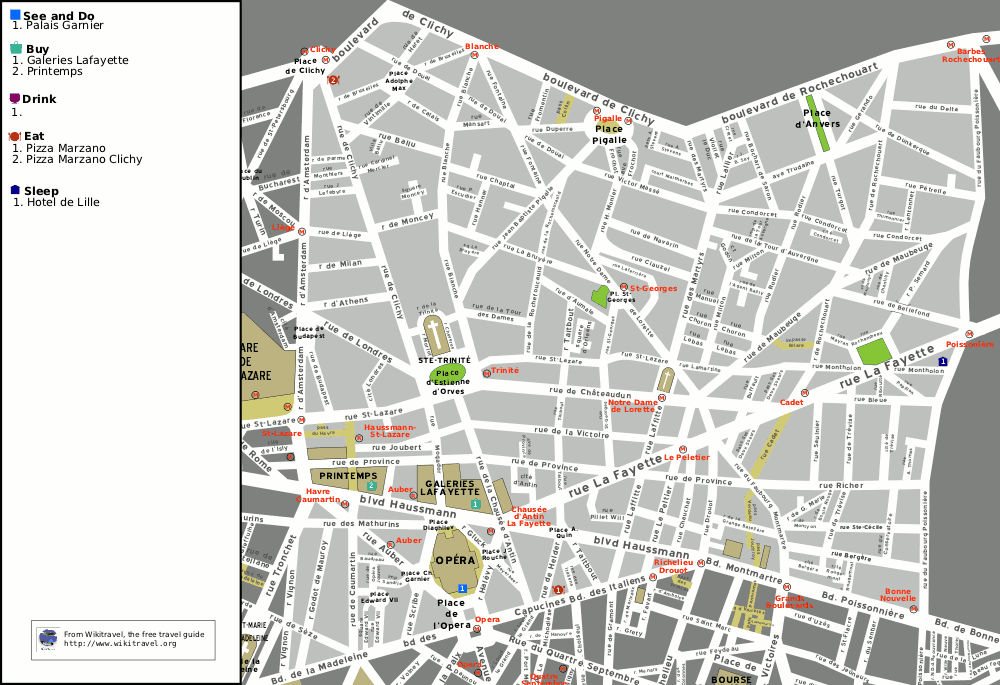
Plan du 9e arrondissement.

L'arrondissement se divise en deux parties. L'une est plane, et couvre l'essentiel du quartier de la Chaussée-d'Antin et du quartier du Faubourg-Montmartre. L'autre appartient à la butte Montmartre, où l'inclinaison du terrain commence au bas de la rue d'Amsterdam, à la place d'Estienne-d'Orves, aux bas des rue des Martyrs et rue de Rochechouart.

## Historique
L'arrondissement actuel a été essentiellement loti au XIXe siècle, en particulier à la Belle Époque.
Les limites actuelles du 9e arrondissement ont été fixées en 1860, à la suite de la loi du 16 juin 1859 donnant lieu à un nouveau découpage de Paris en 20 arrondissements. Elles comprennent une grande partie de l'ancien 2e arrondissement et une petite partie du 1er.

## Démographie
En 2006, l'arrondissement avait 58 497 habitants pour une superficie de 218 hectares, soit une densité de 26 833 hab/km2.
| Année (recensement national) | Population | Densité (hab. par km2) |
| ---------------------------- | ---------- | ---------------------- |
| 1861                         | 107 326    |                        |
| 1866                         | 106 221    |                        |
| 1872                         | 103 767    | 47 600                 |
| 1901 (pic de population)     | 124 011    | 56 912                 |
| 1954                         | 102 287    | 46 921                 |
| 1962                         | 94 094     | 43 182                 |
| 1968                         | 84 969     | 38 994                 |
| 1975                         | 70 270     | 32 249                 |
| 1982                         | 64 134     | 29 433                 |
| 1990                         | 58 019     | 26 626                 |
| 1999                         | 55 838     | 25 626                 |
| 2006                         | 58 497     | 26 833                 |
| 2009                         | 60 275     | 27 649                 |
| 2011                         | 60 120     | 27 578                 |
| 2017                         | 60 071     | 27 556                 |

### Population par quartier

Les quartiers du 9e arrondissement.

- Population du quartier Saint-Georges (superficie : 71,7 hectares)

| Année | Population | Densité (hab. par km²) | Croissance annuelle depuis le dernier recensement |
| ----- | ---------- | ---------------------- | ------------------------------------------------- |
| 1861  | 24 905     |                        | création                                          |
|       |            |                        |                                                   |

- Population du quartier de la Chaussée-d'Antin (superficie : 54,3 hectares)

| Année | Population | Densité (hab. par km²) | Croissance annuelle depuis le dernier recensement |
| ----- | ---------- | ---------------------- | ------------------------------------------------- |
| 1861  | 24 691     |                        | création                                          |
|       |            |                        |                                                   |

- Population du quartier du Faubourg-Montmartre (superficie : 41,7 hectares)

| Année | Population | Densité (hab. par km²) | Croissance annuelle depuis le dernier recensement |
| ----- | ---------- | ---------------------- | ------------------------------------------------- |
| 1861  | 23 203     |                        | création                                          |
|       |            |                        |                                                   |

- Population du quartier de Rochechouart (superficie : 50,1 hectares)

| Année | Population | Densité (hab. par km²) | Croissance annuelle depuis le dernier recensement |
| ----- | ---------- | ---------------------- | ------------------------------------------------- |
| 1861  | 18 208     |                        | création                                          |
|       |            |                        |                                                   |

## Politique
Les personnalités exerçant une fonction élective dont le mandat est en cours et en lien direct avec le territoire du 9e arrondissement de Paris sont les suivantes :
| Élection     | Territoire                                               | Titre             | Nom              | Tendance politique | - | Début de mandat | Fin de mandat |
| ------------ | -------------------------------------------------------- | ----------------- | ---------------- | ------------------ | - | --------------- | ------------- |
| Municipales  | 9e arrdt de Paris                                        | Maire du 9e arrdt | Delphine Bürkli  | Horizons           |   | juillet 2020    | mars 2026     |
| Municipales  | Ville de Paris (4 conseillers de Paris dans le 9e arrdt) | Maire de Paris    | Anne Hidalgo     | PS                 |   | juillet 2020    | mars 2026     |
| Législatives | 1re circonscription - 9e sud                             | Député            | Sylvain Maillard | RE                 |   | 18 juillet 2024 | 2029          |
| Législatives | 18e circonscription - 9e nord-est                        | Député            | Aymeric Caron    | REV                |   | 18 juillet 2024 | 2029          |

### Maire

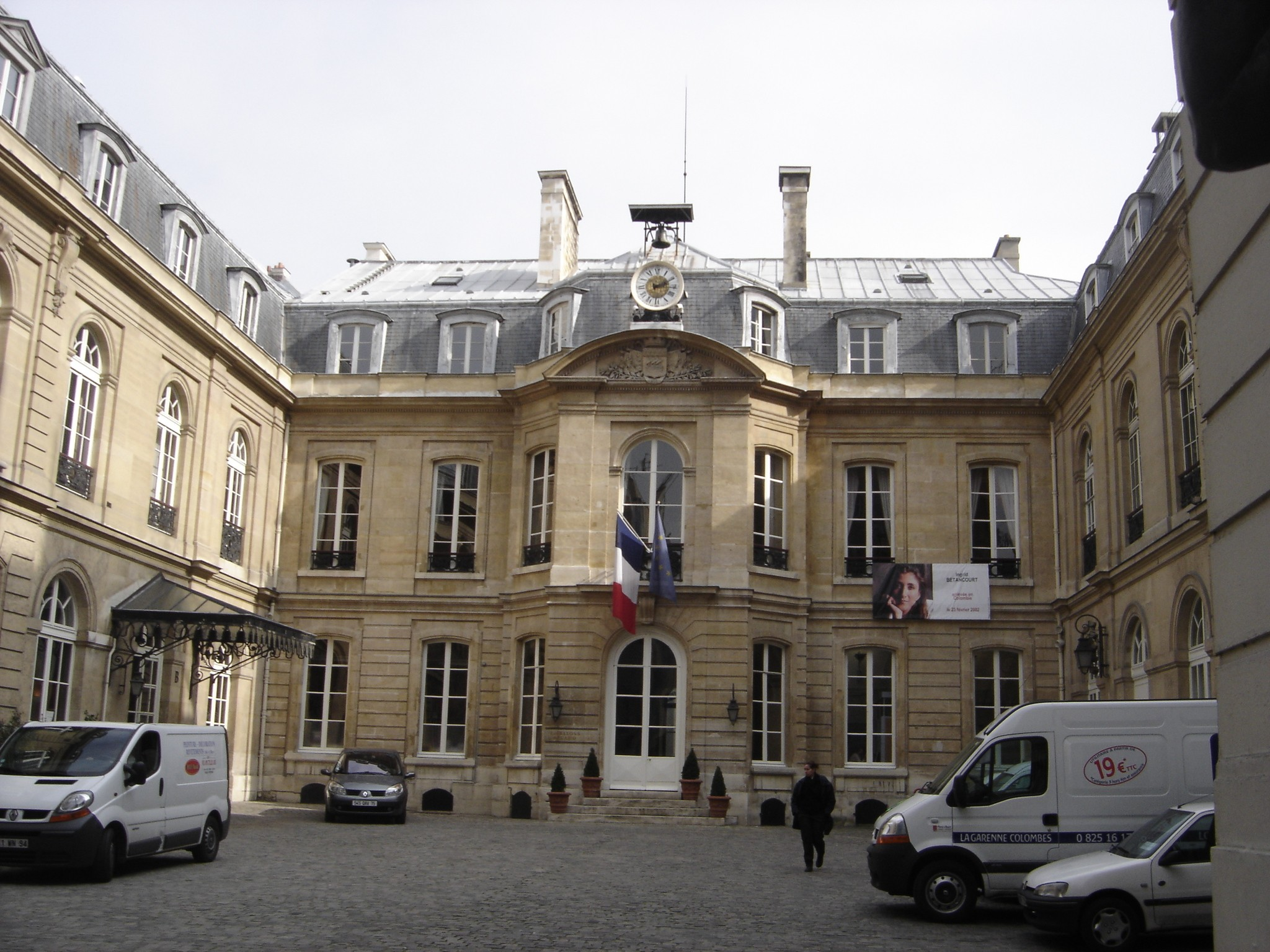
Mairie du 9e arrondissement.

Le 9e arrondissement est le seul arrondissement de Paris ayant basculé de gauche à droite lors des élections municipales de 2014. Il a ainsi vu la victoire de la liste UMP-UDI-Modem menée par Delphine Bürkli, première femme à devenir maire du 9e l'arrondissement .
| Élection | Identité          | Parti                     | Notes                           |
| -------- | ----------------- | ------------------------- | ------------------------------- |
| 1870     | Arthur Ranc       | Républicain               | Nommé le 4 septembre 1870.      |
| 1870     | Gustave Chaudey   | Rep.                      | Nommé le 14 octobre 1870.       |
| 1870     | Ernest Desmarest  | Rep.                      | Élu le 5 novembre 1870.         |
| 1871     | Émile Ferry       | Opp.                      | Nommé le 7 juillet 1871.        |
| 1896     | Henri Chain       | -                         | Nommé le 9 juillet 1896.        |
| 1908     | Marcel Dourgnon   | -                         | Nommé en février 1908.          |
| 1911     | Mathieu Prévot    | PRD                       | Nommé en octobre 1911.          |
| 1919     | Lucien Sauphar    | -                         | Nommé en février 1919.          |
| 1935     | Legrand           | -                         | Nommé le 26 novembre 1935.      |
| ...      | ...               | -                         | ...                             |
| 1983     | Gabriel Kaspereit | RPR                       | Élu en 1983, 1989 et 1995.      |
| 2001     | Jacques Bravo     | PS                        | Élu en 2001 et 2008.            |
| 2014     | Delphine Bürkli   | UMP puis LR puis Horizons | Élue en 2014 et réélue en 2020. |

Delphine Bürkli a quitté LR en juin 2019.

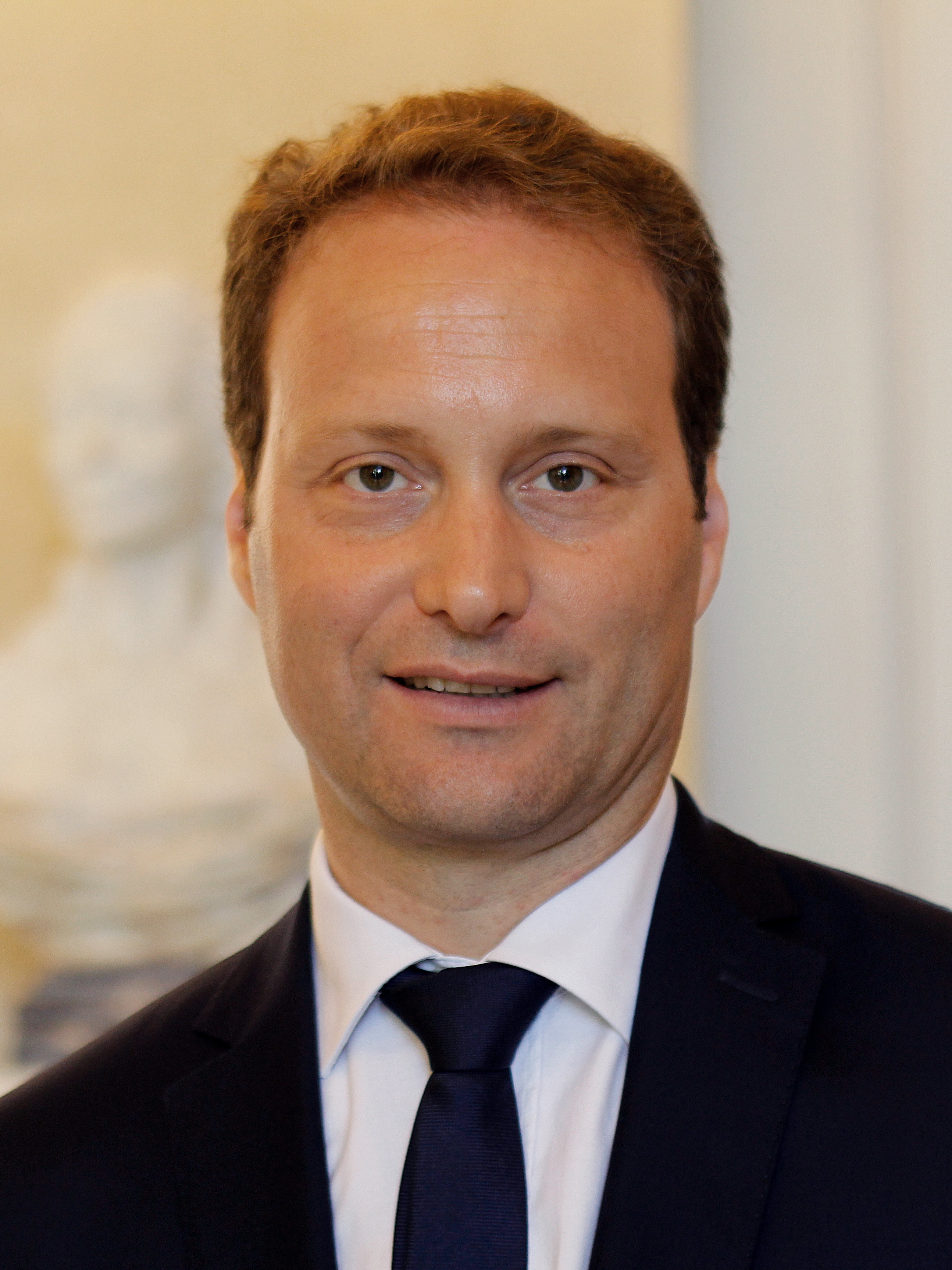
Sylvain Maillard.

### Députation
L'arrondissement compte 2 députés, à la suite du découpage électoral de 2012 :
- Le député de la première circonscription de Paris, dans laquelle la majeure partie du 9e arrondissement est intégrée au côté du 8e arrondissement, est Sylvain Maillard (Ensemble) depuis 2017.

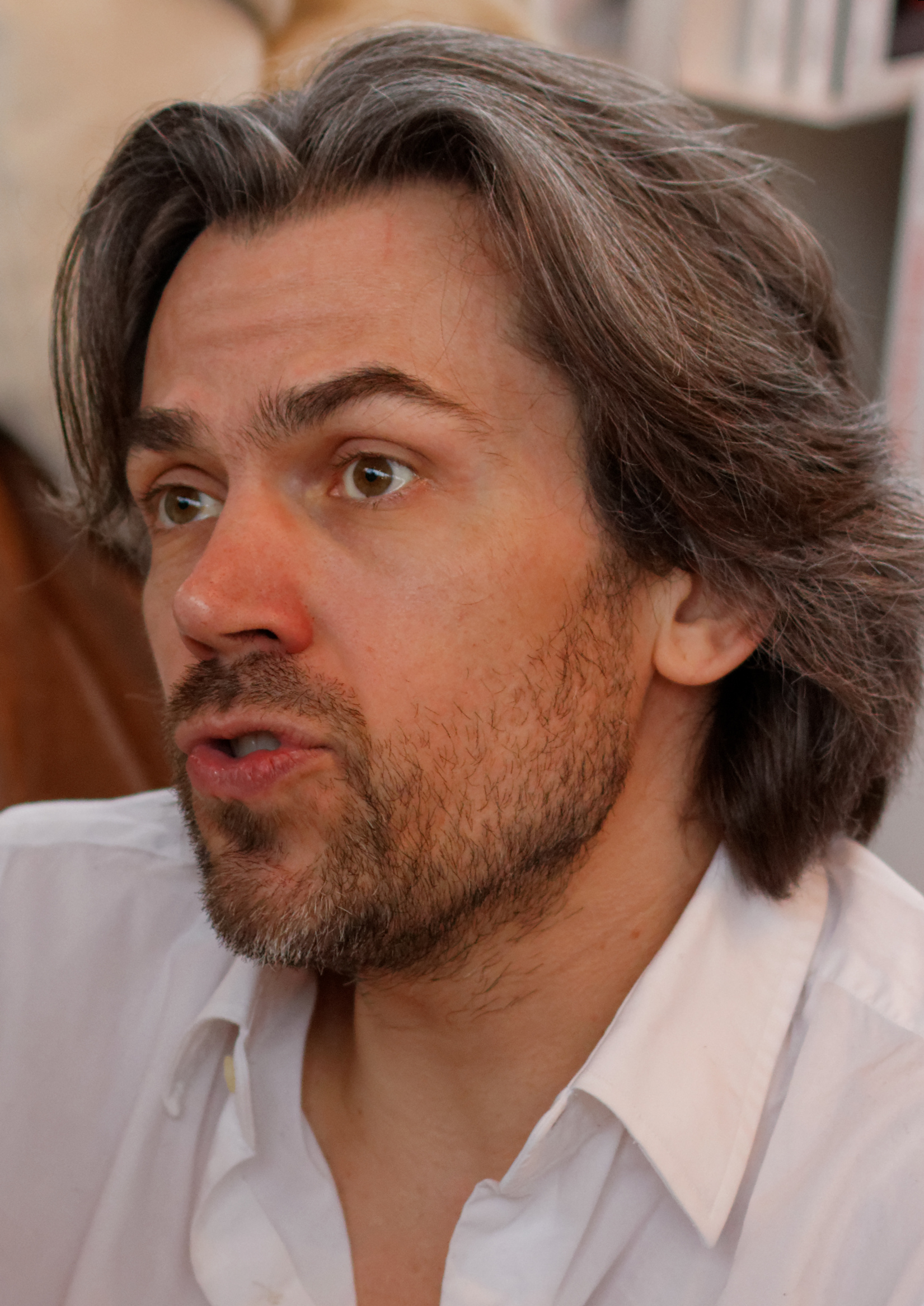
Aymeric Caron.

- Aymeric Caron.Le député de la dix-huitième circonscription de Paris, qui inclut l'extrême nord-est de l'arrondissement (intégré au 18e arrondissement) est Aymeric Caron (NUPES) depuis 2022.

### Conseillers de Paris
Depuis les élections municipales de juin 2020, les conseillers de Paris élus dans le 9e arrondissement sont :
- pour la liste LREM / Divers centre : Delphine Bürkli, Alexis Govciyan et Maud Lelievre.
- pour la liste PS/PCF/EELV : Arnaud Ngatcha.

### Représentation politique
(août 2025).
| Secteur       | Arrondissement | Conseillers de Paris | Conseillers de Paris | Conseillers de Paris | Conseillers d'arrondissement | Conseillers d'arrondissement | Conseillers d'arrondissement | Nombre d'élus par arrondissement | Nombre d'élus par arrondissement | Nombre d'élus par arrondissement | Habitants par conseiller de Paris | Habitants par conseiller de Paris |
| Secteur       | Arrondissement | de 1983 à 2014       | de 2014 à 2020       | depuis 2020          | avant 2014                   | de 2014 à 2020               | depuis 2020                  | avant 2014                       | de 2014 à 2020                   | depuis 2020                      | en 2015,                          | en 2021,                          |
| ------------- | -------------- | -------------------- | -------------------- | -------------------- | ---------------------------- | ---------------------------- | ---------------------------- | -------------------------------- | -------------------------------- | -------------------------------- | --------------------------------- | --------------------------------- |
| Paris Centre  | 1er            | 3                    | 1                    | 8                    | 10                           | 10                           | 16                           | 13                               | 11                               | 24                               | 16 545                            | 12 269                            |
| Paris Centre  | 2e             | 3                    | 2                    | 8                    | 10                           | 10                           | 16                           | 13                               | 12                               | 24                               | 10 398                            | 12 269                            |
| Paris Centre  | 3e             | 3                    | 3                    | 8                    | 10                           | 10                           | 16                           | 13                               | 13                               | 24                               | 11 683                            | 12 269                            |
| Paris Centre  | 4e             | 3                    | 2                    | 8                    | 10                           | 10                           | 16                           | 13                               | 12                               | 24                               | 13 573                            | 12 269                            |
| 5e            | 5e             | 4                    | 4                    | 4                    | 10                           | 10                           | 10                           | 14                               | 14                               | 14                               | 14 833                            | 14 210                            |
| 6e            | 6e             | 3                    | 3                    | 3                    | 10                           | 10                           | 10                           | 13                               | 13                               | 13                               | 14 143                            | 13 403                            |
| 7e            | 7e             | 5                    | 4                    | 4                    | 10                           | 10                           | 10                           | 15                               | 14                               | 14                               | 13 533                            | 11 987                            |
| 8e            | 8e             | 3                    | 3                    | 3                    | 10                           | 10                           | 10                           | 13                               | 13                               | 13                               | 12 231                            | 11 708                            |
| 9e            | 9e             | 4                    | 4                    | 4                    | 10                           | 10                           | 10                           | 14                               | 14                               | 14                               | 14 852                            | 14 738                            |
| 10e           | 10e            | 6                    | 7                    | 7                    | 12                           | 14                           | 14                           | 18                               | 21                               | 21                               | 13 110                            | 11 935                            |
| 11e           | 11e            | 11                   | 11                   | 11                   | 22                           | 22                           | 22                           | 33                               | 33                               | 33                               | 13 621                            | 12 962                            |
| 12e           | 12e            | 10                   | 10                   | 10                   | 20                           | 20                           | 20                           | 30                               | 30                               | 30                               | 14 234                            | 14 095                            |
| 13e           | 13e            | 13                   | 13                   | 13                   | 26                           | 26                           | 26                           | 39                               | 39                               | 39                               | 14 094                            | 13 719                            |
| 14e           | 14e            | 10                   | 10                   | 10                   | 20                           | 20                           | 20                           | 30                               | 30                               | 30                               | 13 999                            | 13 637                            |
| 15e           | 15e            | 17                   | 18                   | 18                   | 34                           | 36                           | 36                           | 51                               | 54                               | 54                               | 13 055                            | 12 653                            |
| 16e           | 16e            | 13                   | 13                   | 13                   | 26                           | 26                           | 26                           | 39                               | 39                               | 39                               | 12 730                            | 12 466                            |
| 17e           | 17e            | 13                   | 12                   | 12                   | 26                           | 24                           | 24                           | 39                               | 36                               | 36                               | 14 044                            | 13 701                            |
| 18e           | 18e            | 14                   | 15                   | 15                   | 28                           | 30                           | 30                           | 42                               | 45                               | 45                               | 13 172                            | 12 563                            |
| 19e           | 19e            | 12                   | 14                   | 14                   | 24                           | 28                           | 28                           | 36                               | 42                               | 42                               | 13 261                            | 12 973                            |
| 20e           | 20e            | 13                   | 14                   | 14                   | 26                           | 28                           | 28                           | 39                               | 42                               | 42                               | 13 968                            | 13 558                            |
| Nombre d'élus | Nombre d'élus  | 163                  | 163                  | 163                  | 354                          | 364                          | 340                          | 517                              | 527                              | 503                              | 13 537                            | 13 087                            |

- Sous-représentation supérieure de 5 % à la moyenne.
- Sur-représentation supérieure de 5 % à la moyenne.

### Tendances et résultats
| Scrutin             | Scrutin             | 1er tour | 1er tour | 1er tour | 1er tour | 1er tour  | 1er tour | 1er tour | 1er tour | 1er tour | 1er tour | 1er tour | 1er tour | 2d tour | 2d tour | 2d tour | 2d tour | 2d tour | 2d tour |
| Scrutin             | Scrutin             | 1er      | 1er      | %        | 2e       | 2e        | %        | 3e       | 3e       | %        | 4e       | 4e       | %        | 1er     | 1er     | %       | 2e      | 2e      | %       |
| ------------------- | ------------------- | -------- | -------- | -------- | -------- | --------- | -------- | -------- | -------- | -------- | -------- | -------- | -------- | ------- | ------- | ------- | ------- | ------- | ------- |
| Présidentielle 2017 | Présidentielle 2017 |          | EM       | 42,59    |          | LR        | 26,96    |          | LFI      | 14,52    |          | PS       | 9,60     |         | EM      | 92,44   |         | FN      | 7,56    |
| Présidentielle 2022 | Présidentielle 2022 |          | LREM     | 43,74    |          | LFI       | 23,50    |          | EELV     | 9,42     |          | REC      | 7,27     |         | LREM    | 89,05   |         | RN      | 10,95   |
| Législatives 2022   | 1er                 |          | Ren-Ens  | 42,56    |          | LFI-Nupes | 31,91    |          | LR       | 6,53     |          | UDI      | 5,57     |         | Ren     | 61,23   |         | LFI     | 38,77   |
| Législatives 2024   | 1er                 |          | Ren-Ens  | 44,35    |          | LFI-NFP   | 37,58    |          | RN       | 7,72     |          | LR       | 3,99     |         | Ren     | 58,86   |         | LFI     | 41,14   |

## Économie

### Entreprises

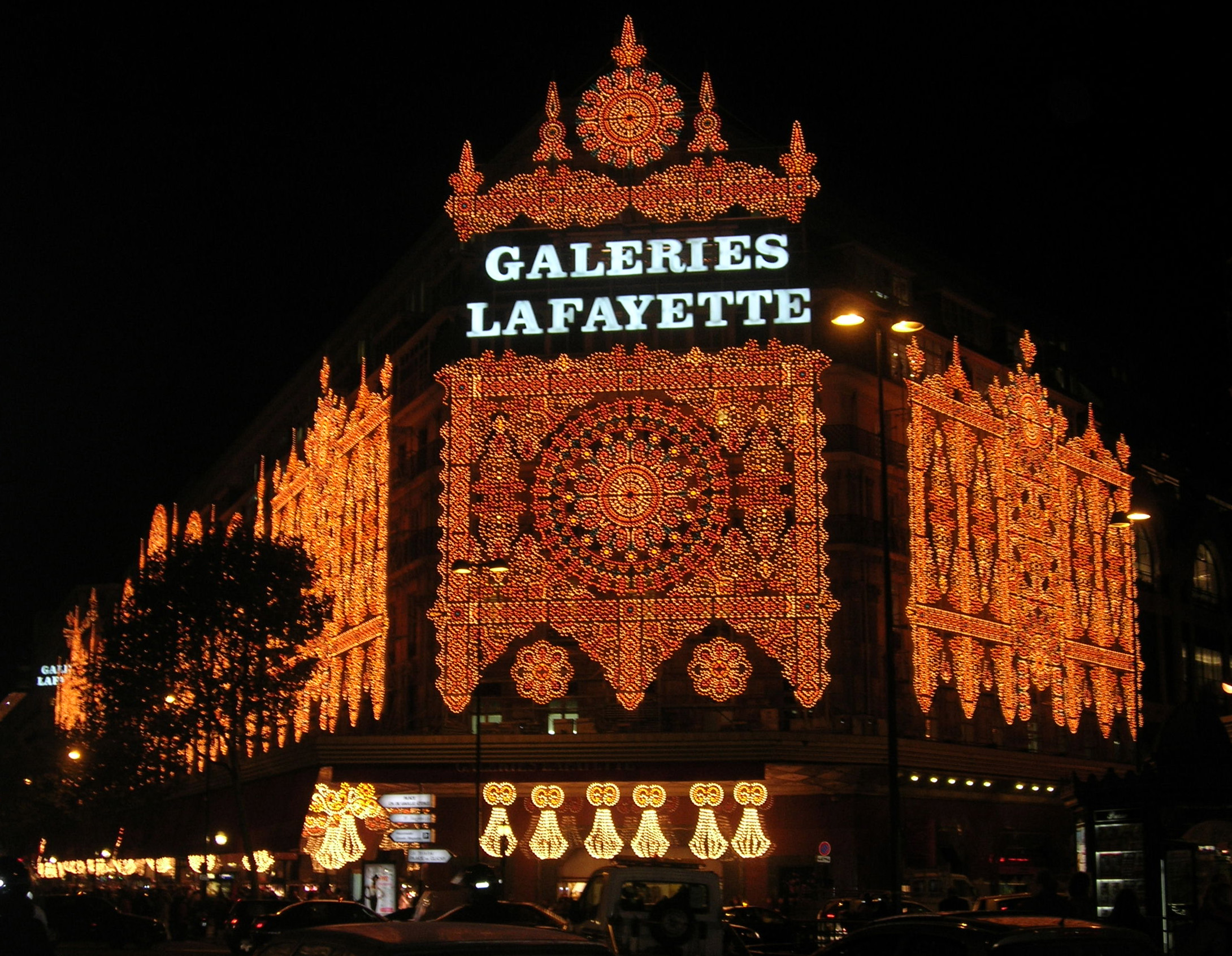
Les Galeries Lafayette Haussmann, la nuit, en période de Noël, sont un des symboles de l'arrondissement. L'édifice est à la fois le bâtiment commercial principal et le siège du groupe éponyme.

L'arrondissement compte de nombreux sièges sociaux :
- Agro-alimentaire : Danone, Dr. Oetker France ;
- Assurance et mutuelle : Mondial Assistance, Europ Assistance, Generali, Groupe Malakoff Médéric, Groupe Solly Azar, Munich Re France, Swiss Re France, Sompo Japan Insurance France, Legal & General France, Mutuelle nationale territoriale , Covea ;
- Banque : BNP Paribas, Cetelem, Crédit industriel et commercial, Societe Generale, BPI France ;
- Distribution : Groupe Galeries Lafayette, filiale française de Game ; Printemps Haussmann, appartenant au fonds d'investissement Divine Investments SA (DISA) ;
- Divertissement : Sony Music Entertainment, Gameloft, Netflix ;
- Énergie : Areva, E.On France , GRDF ;
- Finance : Wendel ;
- Presse : Socpresse, Groupe Express-Roularta, Thomson Reuters France, Groupe Valmonde et Compagnie (éditeur de Valeurs actuelles), La Vie du Rail, L'Argus ;
- Internet : Google, Deezer, Meetic.

### Revenu moyen
En 2011, le revenu fiscal médian par ménage était de 38 007 €, ce qui place le 9e arrondissement au 7e rang parmi les 20 arrondissements de Paris, soit le double du revenu fiscal médian moyen en France (19 218€).
Selon l'Observatoire des inégalités, le 9e arrondissement de Paris est l'une des communes abritant la population aux plus hauts revenus de France. Le 9e arrondissement de Paris se classe au 6e rang des communes de plus de 20 000 habitants en France où « les riches sont les plus riches » avec un niveau de vie annuel (revenus après impôts pour une personne seule) minimum des 10 % les plus riches de 84 470 euros en 2019.

## Lieux de culte
L'arrondissement est fortement multi-confessionnel ; la plupart des cultes y disposent d'un lieu de prière et de rassemblement. L'Islam n'a pas de bâtiment dans le 9e. Le culte adventiste n'a pas de temple, mais sa fédération nationale a son siège dans l'arrondissement.

### Catholicisme
- Église catholique romaine : Église de la Sainte-Trinité de Paris, Église Saint-Louis-d'Antin, Église Notre-Dame-de-Lorette, Église Saint-Eugène-Sainte-Cécile, Chapelle Sainte-Rita.Église de la Sainte-Trinité de Paris.

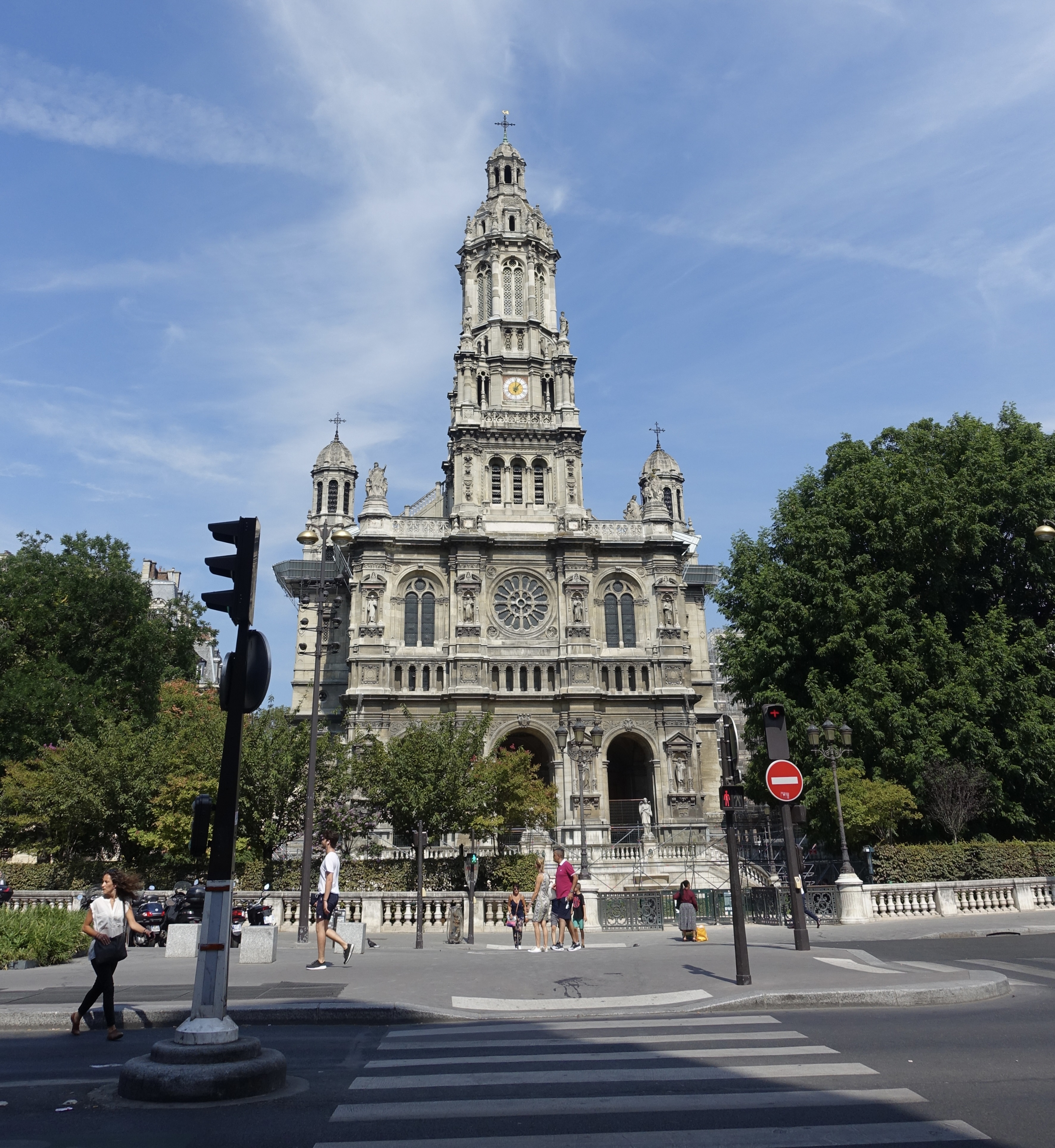
Église de la Sainte-Trinité de Paris.

- Église vieille-catholique : Église « Vieille catholique » (Union d'Utrecht).

### Orthodoxie
- Église catholique orthodoxe : Chapelle Notre-Dame des Grâces.
- Patriarcat œcuménique de Constantinople : Église Saint-Constantin-et-Hélène.

### Protestantisme
- Christuskirche - Église protestante allemande à Paris
- Église luthérienne de la Rédemption de Paris
- Chapelle Taitbout (baptiste)

### Judaïsme
La grande synagogue de Paris est aussi le siège du grand-rabbinat et jouxte le Consistoire central.
- Rite ashkénaze, et non consistorial : synagogue Adas Yereim, synagogue Rashi.
- Rite séfarade : synagogue Buffault (rite portugais), synagogue Saint-Lazare.
- Rite loubavitch : synagogue Lamartine.
- Autre : synagogue Beth-El Saulnier.

## Culture
Le 9e arrondissement est un quartier très riche culturellement entre ses nombreux musées, le musée de la vie romantique dans le quartier Saint-Gorges qui apporte un côté bohème. Mais aussi ses nombreux théâtres, cabarets et cinémas qui sont tous trois  importants dans cet arrondissement.

### Lieux culturels
- Opéra Garnier, opéra

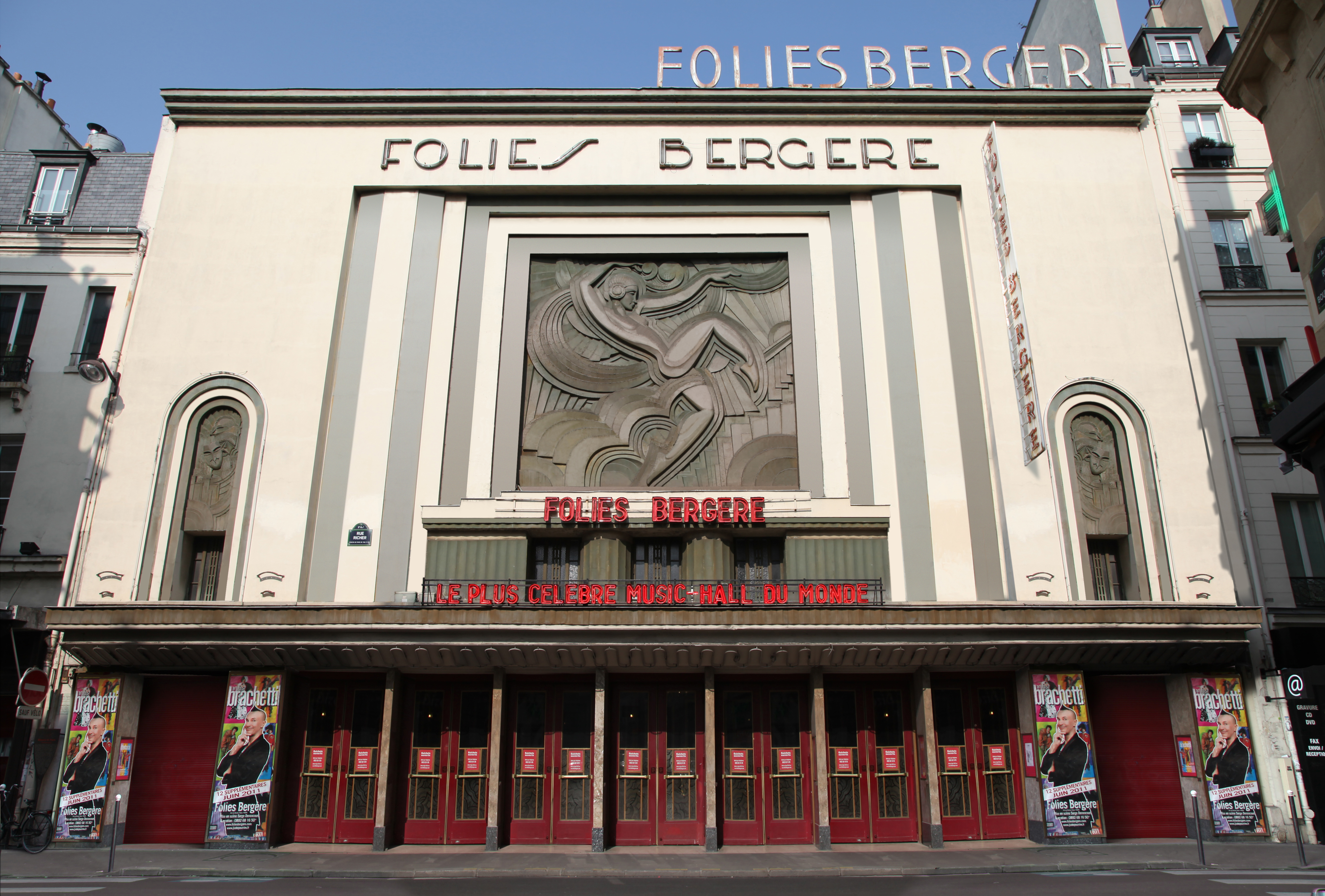
Cabaret des Folies Bergère.

- Casino de Paris, salle de spectacles
- Folies Bergère, cabaret
- Musée Grévin, musée de cire
- L'Olympia, salle de concerts et de spectacles
- Musée de la franc-maçonnerie
- Musée de la vie romantique, musée dans l'hôtel Scheffer-Renan
- Musée Gustave-Moreau
- Hôtel particulier de la Société des auteurs et compositeurs dramatiques

### Cinéma

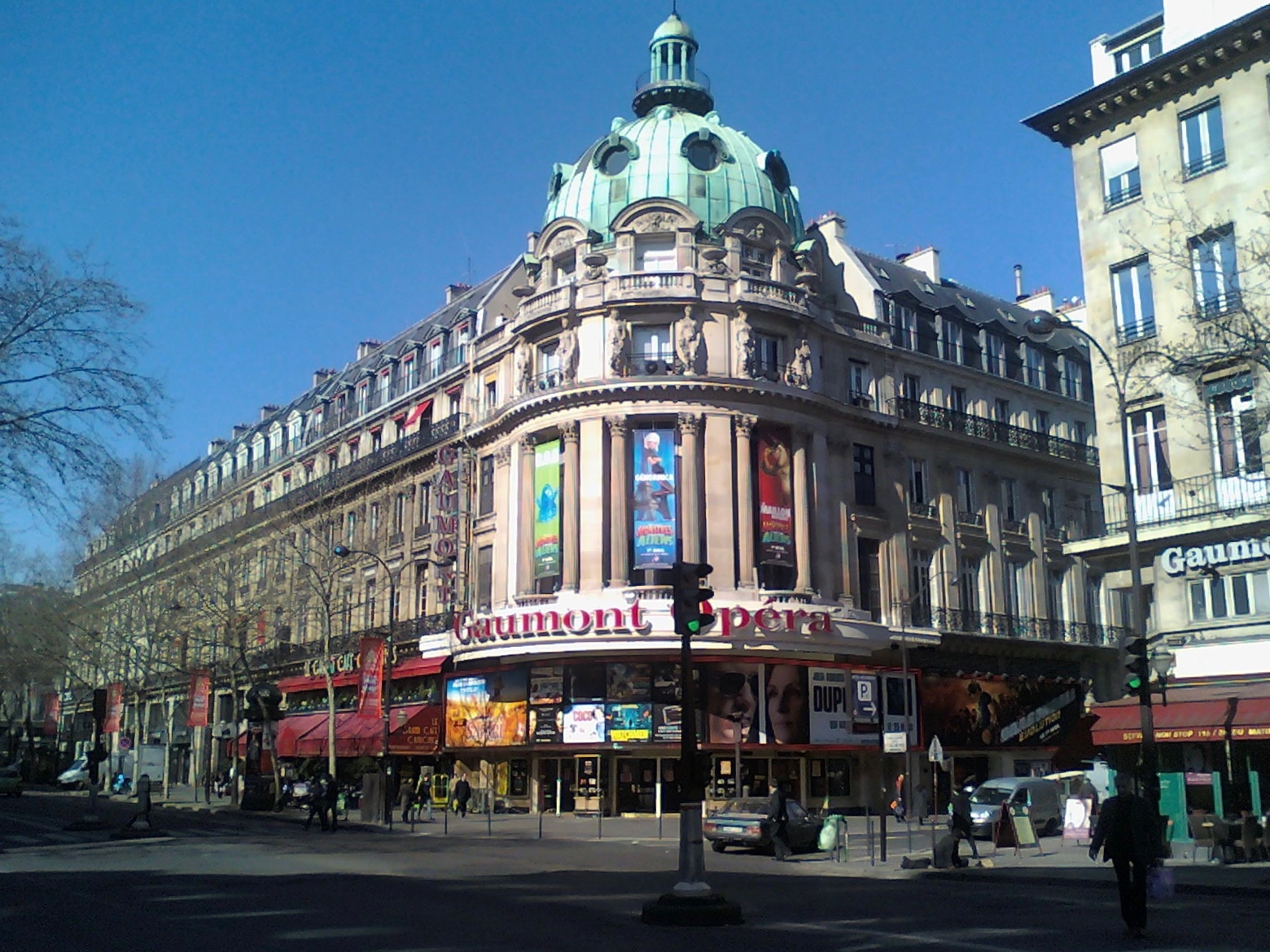
Cinéma Gaumont Opéra.

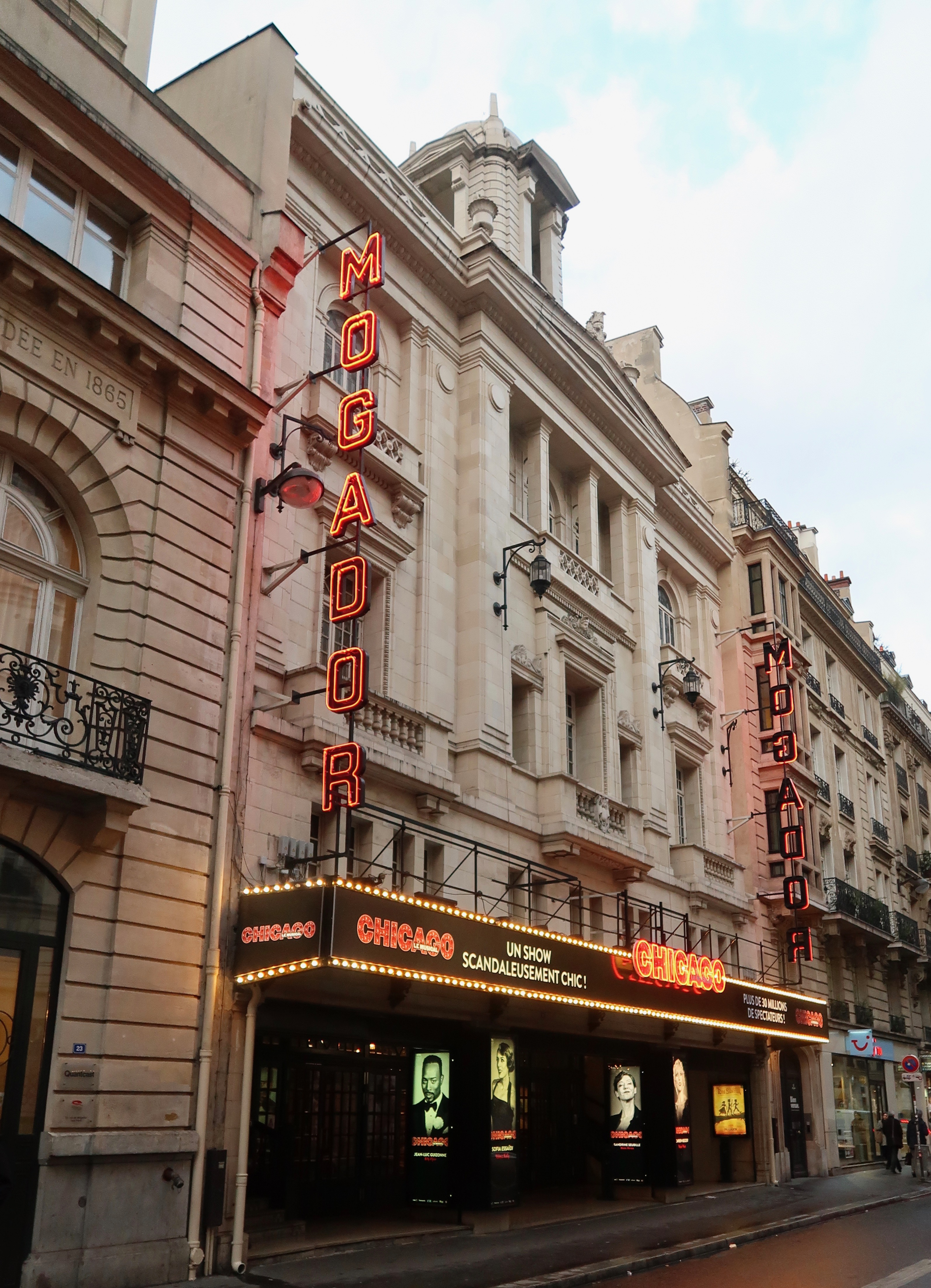
Théâtre Mogador.

Le film Les Quatre Cents Coups, de François Truffaut, met largement en valeur le 9e arrondissement, où se déroule l'essentiel de l'action, et qui est aussi le lieu où le réalisateur passe son enfance et son adolescence.
Le 9e arrondissement compte 10 cinémas dont les plus connus sont le Max Linder Panorama mais aussi le Gaumont Opéra actuellement en travaux.

### Salles de théâtre
- Théâtre Comédie de Paris

- Théâtre Édouard-VII

- Théâtre des Folies Bergère

- Théâtre Fontaine

- Théâtre La Bruyère
- Théâtre La Petite Loge

- Théâtre de la Grande Comédie

- Théâtre des Nouveautés

- Théâtre Mogador

- Théâtre de Paris

- Théâtre de Paris - Salle Réjane

## Quartiers administratifs
1. Quartier Saint-Georges (33e quartier de Paris)
2. Quartier de la Chaussée-d'Antin (34e quartier de Paris)
3. Quartier du Faubourg-Montmartre (35e quartier de Paris)
4. Quartier de Rochechouart (36e quartier de Paris)

## Transports en commun

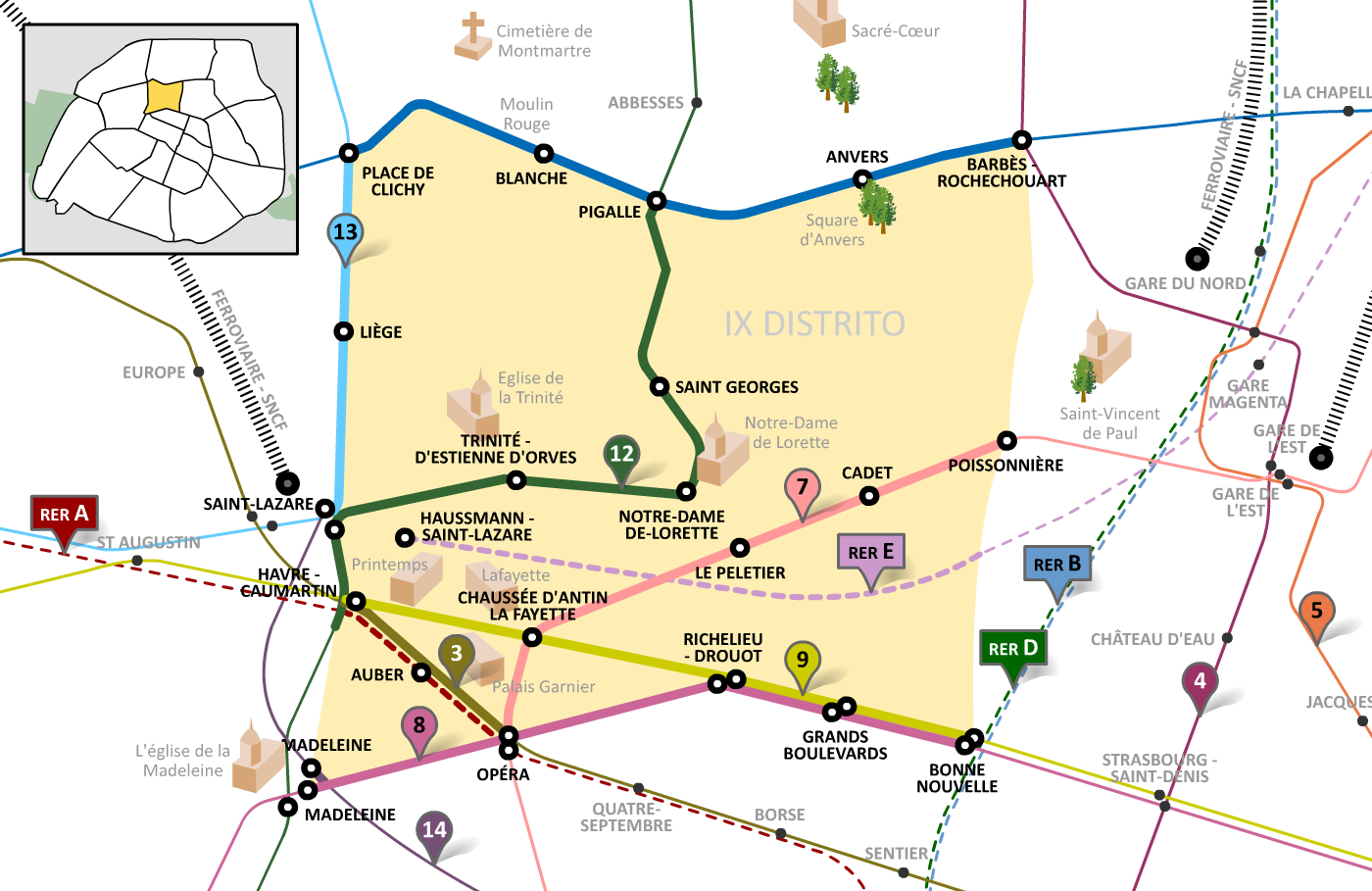

- (Barbès - Rochechouart, Anvers, Pigalle, Blanche et Place de Clichy).
- (Opéra, Havre - Caumartin et Saint-Lazare).
- (Barbès - Rochechouart).
- (Opéra, Chaussée d'Antin - La Fayette, Le Peletier, Cadet et Poissonnière).
- (Bonne-Nouvelle, Grands Boulevards, Richelieu - Drouot, Opéra et Madeleine).
- (Bonne-Nouvelle, Grands Boulevards, Richelieu - Drouot, Chaussée d'Antin - La Fayette et Havre - Caumartin).
- (Saint-Lazare, Trinité - d'Estienne d'Orves, Notre-Dame-de-Lorette, Saint-Georges et Pigalle).
- (Saint-Lazare, Liège et Place de Clichy).
- (Madeleine, Saint-Lazare).
- (Auber).
- (Haussmann Saint-Lazare)
- (Paris-Saint-Lazare)
- (Paris-Saint-Lazare).

## Éducation

### Lycées
- Lycée Condorcet, rue du Havre.

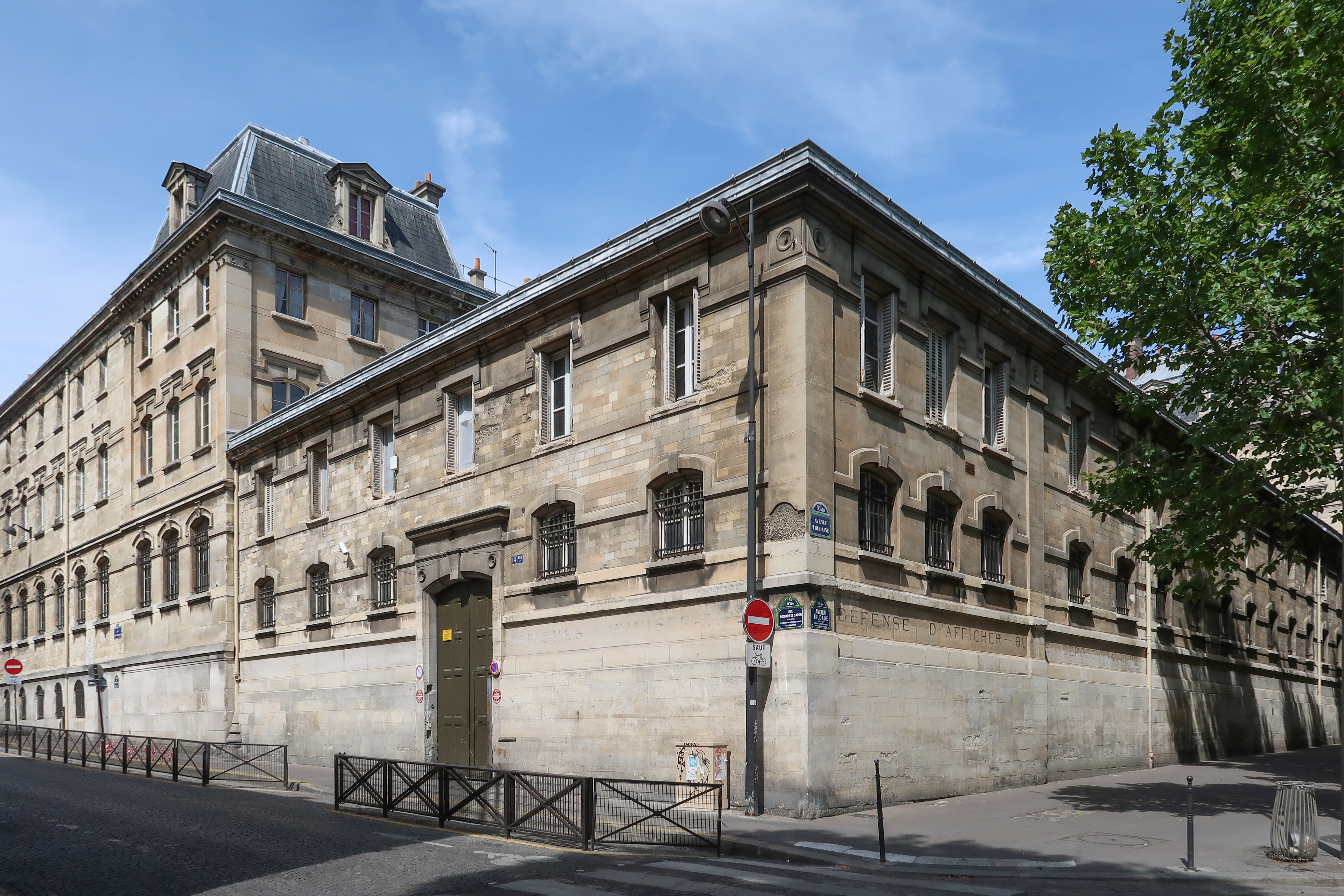
Collège-lycée Jacques-Decour, 12 avenue Trudaine.

- Lycée Édgar-Quinet, rue des Martyrs.
- Lycée Jacques-Decour, avenue Trudaine.
- Lycée Jules-Ferry, boulevard de Clichy.
- Lycée Alphonse de Lamartine, la rue du Faubourg-Poissonnière.

### Collèges
- Collège Paul-Gauguin, rue Milton.
- Collège Jacques-Decour, avenue Trudaine.
- Collège Jules-Ferry, boulevard de Clichy.
- Collège Alphonse de Lamartine, la rue du Faubourg-Poissonnière.

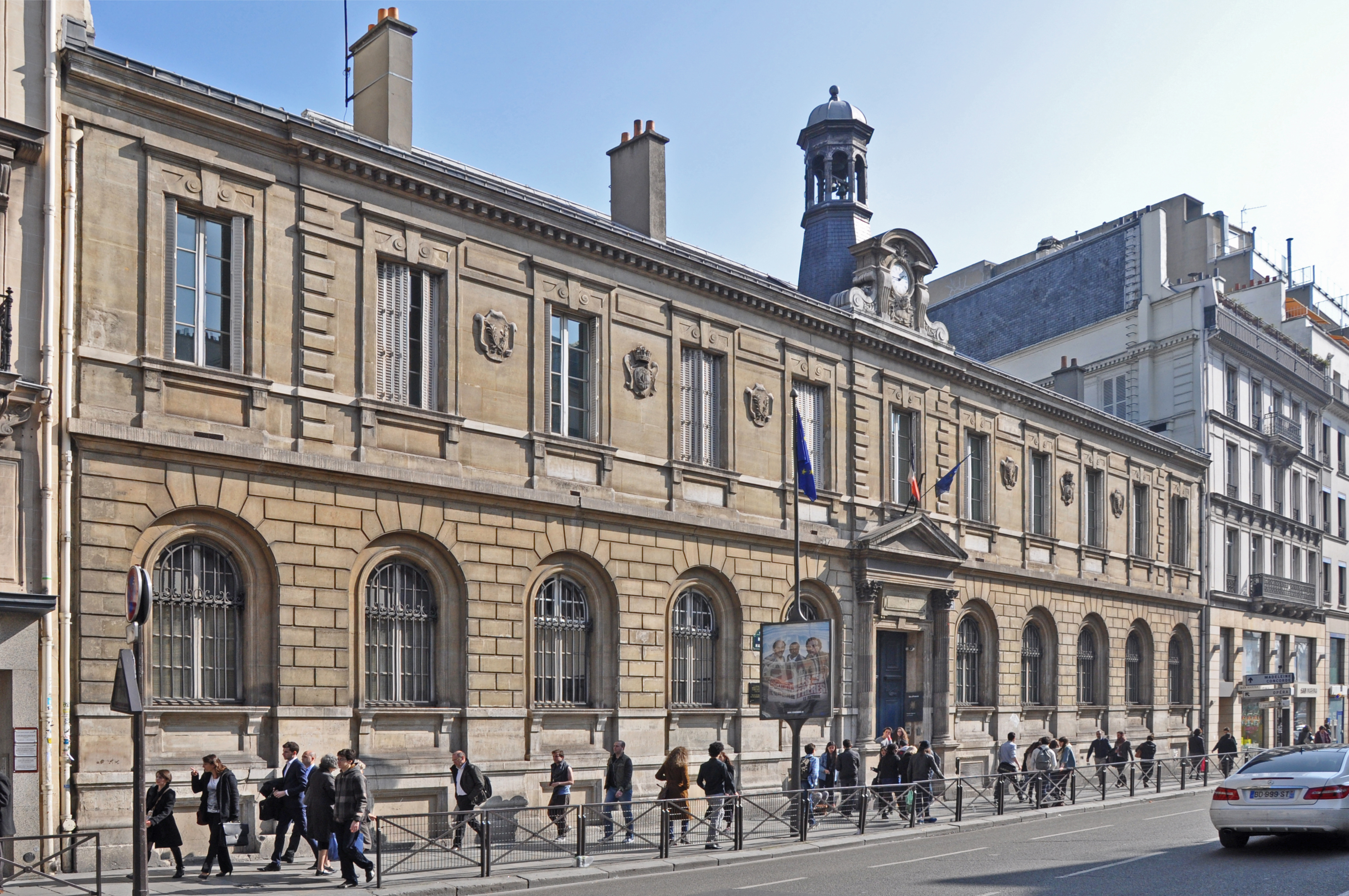
Lycée Condorcet, rue du Havre.

## Rues, places, espaces verts
Le 9e arrondissement n'est pas un quartier très riche en espace vert cependant, il compte 5 squares et 1 jardin.
- Square Montholon

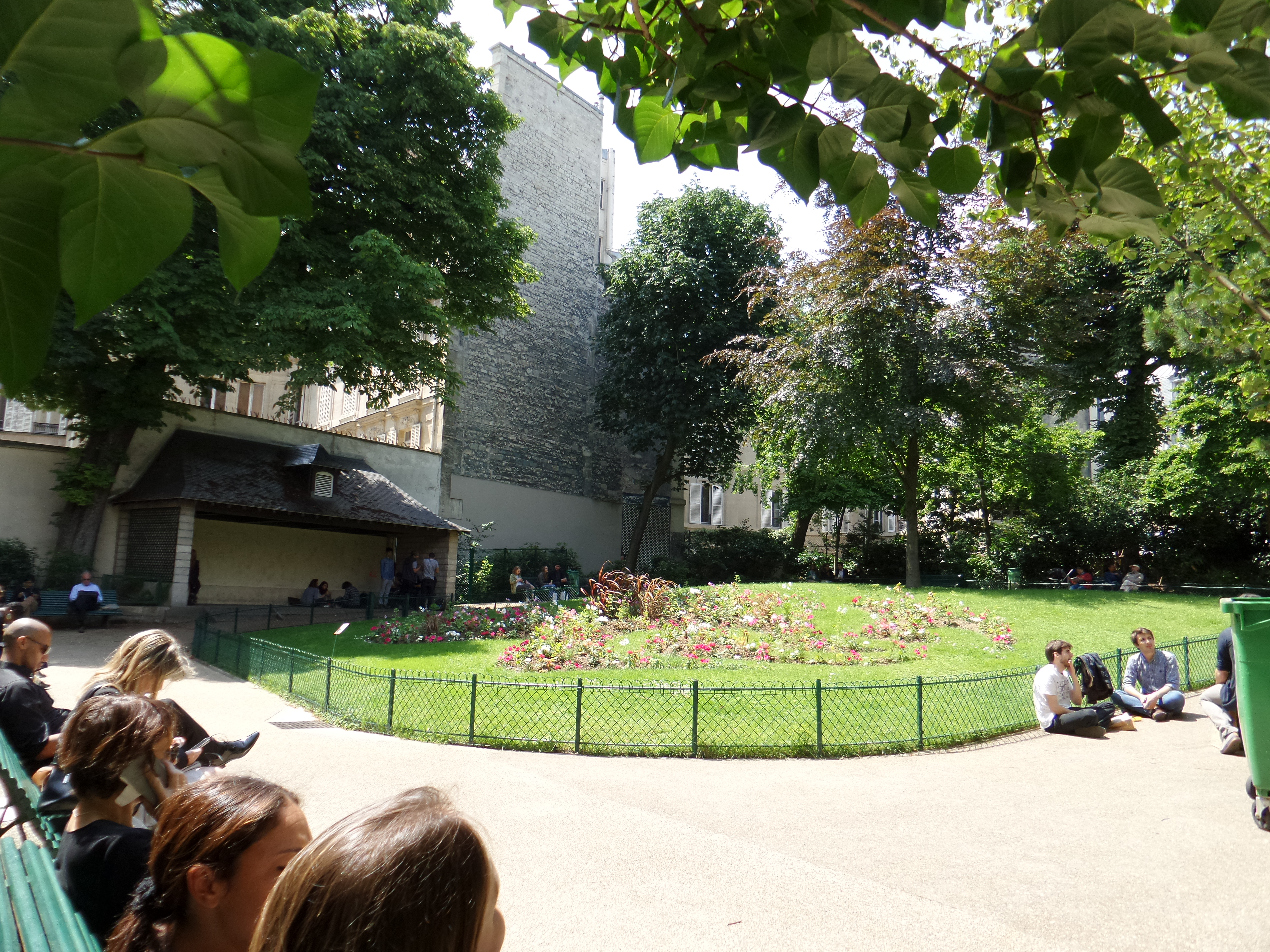
Square Alex-Biscarre

- Square d'Anvers - Jean-Claude-Carrière
- Square Alex Biscarre
- Square Hector-Berlioz
- Square d'Estienne d'Orves
- Jardin Pauline-García-Viardot

Pour une liste de voies et places du 9e arrondissement, lire la liste des voies du 9e arrondissement de Paris.

## Évènement important

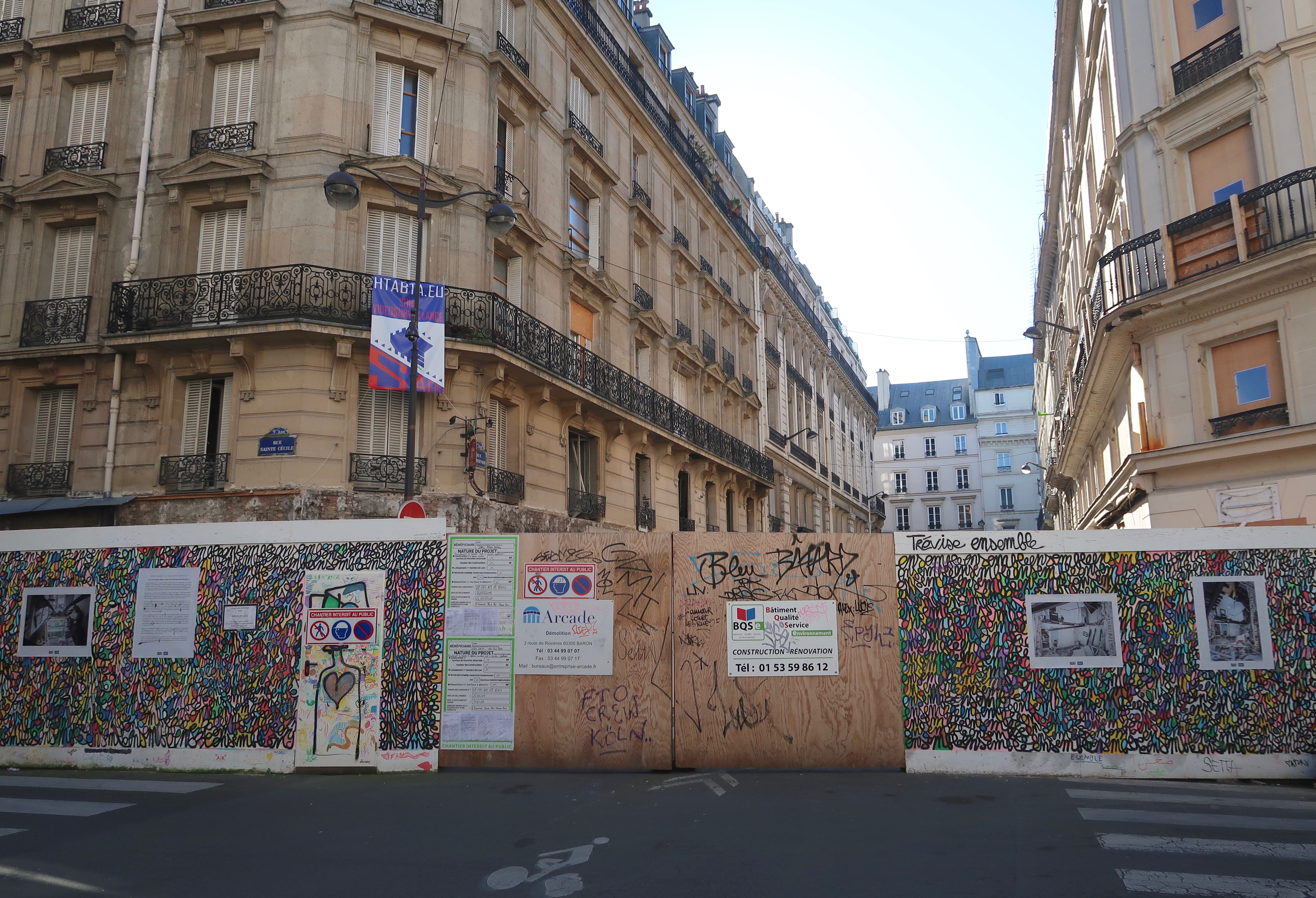
Rue de Trévise.

L'explosion de la rue de Trévise survenue le 12 janvier 2019 a particulièrement touché les habitants du 9e, faisant 4 morts et 66 blessés. Une association (Trévise ensemble) a été créée pour venir en aide aux victimes de l'explosion. L'association est très soutenue par la mairie d'arrondissement.[réf. nécessaire]

## Sport
C'est dans la rue de Trévise que s'est déroulé le premier match de basket-ball en France, en 1893.
Le 9e possède 3 gymnases, le gymnase Paul Gauguin, le gymnase Paul Valeyre ainsi gymnase que Tour des Dames qui les deux sont des centres sportifs et également un terrain de basket, le Playground Duperré.
Il y a aussi 2 piscines, la piscine Paul Valeyre  et la piscine Georges Drigny qui sont toutes deux d'une taille de 25 mètres.

## Personnalités nées et décédées dans l'arrondissement
- Johnny Hallyday (1943-2017)
- Françoise Hardy (1944-2024)